# Городские торпеды
«Городски́е торпе́ды» (иер. трад. 神偷諜影, упр. 神偷谍影, кант.-рус.: Сань тхау тип ин, англ. Downtown Torpedoes) — гонконгский криминальный боевик 1997 года, срежиссированный Тедди Чэнем по сценарию Кэлвина Пхуня. Главные роли исполнили Такэси Канэсиро, Джордан Чань, Чарли Ян и Тереза Ли. Картина стала обладателем награды Гонконгской кинопремии в категории «Лучшая хореография».

## Сюжет
Друзья Шакал и Кэш, а также Титан и Сэм, хорошо обученные и успешные промышленные шпионы, подвергаются давлению и шантажу со стороны начальника службы безопасности местной секретной службы Стэнли Вона с целью принудить их к сотрудничеству. Трое парней и девушка должны украсть две печатные формы для производства британских банкнот, которые находятся в хорошо охраняемом комплексе зданий MI5. По неустановленным причинам Вон опасается за сохранность пластин, потеря которых может спровоцировать дестабилизацию мировой экономики с непредвиденными последствиями.
При поддержке знакомой глухонемой девушки-хакера Феникс команде с успехом удаётся совершить тщательно спланированную операцию, однако внезапно они лишаются добычи из-за интриг Вона, преследующего свои интересы. Феникс погибает. Остальные специалисты хотят отомстить за смерть своего товарища, а также привлечь к ответственности своего сомнительного нанимателя. В ходе расследования алкоголик Титан получает ранение, чуть позже он также погибает. Кроме того, Сэм оказывается внедрённым агентом британской разведки, которому было поручено проникнуть в сообщество промышленных шпионов.
Хотя Шакал и Кэш разочарованы, тем не менее решают завершить свою миссию вместе с Сэм. В венгерской столице все трое наконец ловят беглого Вона. После перестрелки они его устраняют и в конечном итоге снова получают печатные формы. В конце фильма члены команды передают их Британской службе безопасности, которая в знак благодарности даёт им новые имена и воздерживается от дальнейшего уголовного преследования.

## В ролях
| Актёр           | Роль       |
| --------------- | ---------- |
| Такэси Канэсиро | Шакал      |
| Джордан Чань    | Кэш        |
| Чарли Ян        | Сэм        |
| Тереза Ли       | Феникс     |
| Алекс Фон       | Стэнли Вон |
| Кен Вон         | Титан      |

## Номинации и награды
| Кинопремия                          | Категория                                    | Лауреат / претендент                                       | Результат | Источник |
| ----------------------------------- | -------------------------------------------- | ---------------------------------------------------------- | --------- | -------- |
| 34-й кинофестиваль «Золотая лошадь» | «Лучшая экшн-хореография»                    | Стивен Тун                                                 | Номинация | [ 3 ]    |
| 17-я Гонконгская кинопремия         | «Лучшая женская роль второго плана»          | Тереза Ли                                                  | Номинация | [ 4 ]    |
| 17-я Гонконгская кинопремия         | «Лучший актёрский дебют»                     | Кен Вон                                                    | Номинация | [ 4 ]    |
| 17-я Гонконгская кинопремия         | «Лучшая операторская работа»                 | Чён Маньпоу                                                | Номинация | [ 4 ]    |
| 17-я Гонконгская кинопремия         | «Лучшая киномонтажная работа»                | Кхуон Чилён, Чён Кафай                                     | Номинация | [ 4 ]    |
| 17-я Гонконгская кинопремия         | «Лучший арт-директор (художник-постановщик)» | Эдди Ма, Кеннет Мак                                        | Номинация | [ 4 ]    |
| 17-я Гонконгская кинопремия         | «Лучший дизайн костюмов и грима»             | Дора Ын                                                    | Номинация | [ 4 ]    |
| 17-я Гонконгская кинопремия         | «Лучшая хореография»                         | Стивен Тун                                                 | Победа    | [ 4 ]    |
| 17-я Гонконгская кинопремия         | «Лучшая музыка к фильму»                     | Питер Кам                                                  | Номинация | [ 4 ]    |
| 17-я Гонконгская кинопремия         | «Лучшие звуковые эффекты»                    | «Городские торпеды» производство — Golden Harvest Pictures | Номинация | [ 4 ]    |